# 1994年太平洋颶風季
1994年太平洋颶風季是每年一度全球熱帶氣旋產生週期的一部分。東太平洋颶風季從1994年5月至1994年11月結束；而中太平洋颶風季從1994年6月開始，至1994年11月結束。本條目的範圍僅侷限於赤道以北及國際換日線以東的太平洋，於赤道以北及國際換日線以西的太平洋水域產生的風暴則被稱為颱風，並被列入1994年太平洋颱風季。在中東太平洋產生的熱帶風暴是由美國國家颶風中心及中太平洋颶風中心命名，國際編號為xxE或xxC。

## 熱帶氣旋

### 颶風約翰 (John)
在8月11日，一熱帶低氣壓於墨西哥阿卡普爾科之東南偏南約300海里形成。该系統快速發展出螺旋性和良好的輻散結構，並於同日增強為一熱帶風暴，命名為「約翰」。此時一股強烈的高壓脊引導約翰向西移動，且垂直風切變限制約翰的發展，約翰在太平洋緩慢移動了八天後，風切變在8月19日大為減弱，約翰迅速增強，同日太平洋時間（UTC-7）17时被鉴定為颶風。其後，它在18小時內從一級颶風下限增強至三級飓风的强度。約翰在太平洋時間8月20日11时进入中太平洋。
約翰進入中太平洋後，惠於夏威夷以南越發有利的環境，強度繼續增強，在8月22日，它增強成五級颶風。约翰橫掃斯顿环礁後，約翰轉向西北，此時垂直風切變減弱，系統重新增強。不久，系統在北緯22度附近跨越國際日期變更線，進入聯合颱風警報中心關島分部的負責範圍。但約翰在9月8日再次跨越國際日期線，重返中太平洋，並增強至一級颶風的上限，但西風槽其后迅速破壞了約翰的結構，不久約翰便在烏納拉斯卡島以南轉化為溫帶氣旋。

## 其他熱帶氣旋
除了被國家颶風中心和中太平洋颶風中心命名的熱帶氣旋外，還有一些沒被命名的熱帶低氣壓。以下列出那些熱帶氣旋的資料。

## 風暴名稱

### 東太平洋
下面的名字將被用於於1994年在東北太平洋形成而又被命名的風暴。如果有退役名稱的話，將由世界氣象組織在1995年春天宣布。在這個名單中未退役的名字將在2000年的風季中再次使用。除了Iva被Ileana取代外，這是1988年風季使用相同的名單。
| - Aletta - Bud - Carlotta - Daniel - Emilia - Fabio - Gilma - Hector | - Ileana - John - Kristy - Lane - Miriam - Norman - Olivia - Paul | - Rosa - Sergio（未用） - Tara（未用） - Vicente（未用） - Willa（未用） - Xavier（未用） - Yolanda（未用） - Zeke（未用） |

### 中太平洋
下列名稱將用於1994年在中太平洋形成的風暴。
| - Li | - Mele | - Nona | - Oliwa（未用） |

## 內部連結
- 1994年太平洋颱風季
- 1994年大西洋颶風季
- 1994年北印度洋氣旋季
- 1993－1994年西南印度洋熱帶氣旋季
- 1993－1994年澳洲地區熱帶氣旋季
- 1993－1994年南太平洋熱帶氣旋季
- 1994－1995年西南印度洋熱帶氣旋季
- 1994－1995年澳洲地區熱帶氣旋季
- 1994－1995年南太平洋熱帶氣旋季

## 外部連結
- 美國國家颶風中心（页面存档备份，存于）
- 美國中太平洋颶風中心（页面存档备份，存于）
- 美國海軍實驗室（页面存档备份，存于）
- ACE（页面存档备份，存于）

| A | B   | C | D  | E  | F  | G | L1 | H | 1C | I |
|   |     |   |    |    |    |   |    |   |    |   |
| J | 12E | K | L2 | M1 | M2 | N | O  | P | R  | N |

| 萨菲尔-辛普森飓风风力等级 |    |    |    |    |    |    |
| TD                        | TS | C1 | C2 | C3 | C4 | C5 |